# Westwood Studios

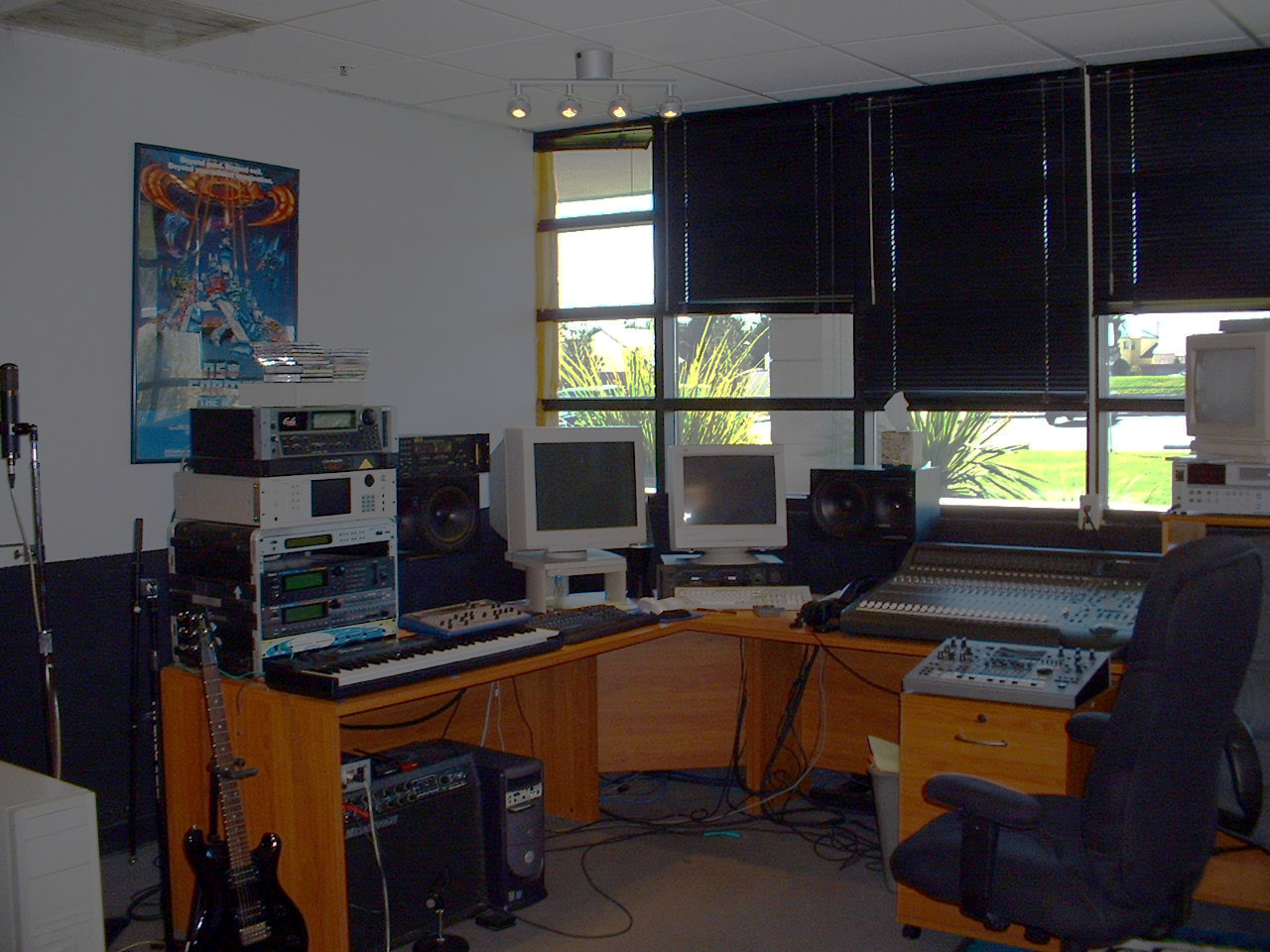
Westwood Studios kontor innan den lades ner.

Westwood Studios var ett datorspelsföretag som bildades år 1985 i Las Vegas, Nevada. År 1998 blev Westwood Studios uppköpta av Electronic Arts (EA), och i början av 2003 stängdes studion. Företagets största succé var Command & Conquer-serien, en serie realtidsstrategispel som blev ledande inom sin genre.

## Företagshistoria

### Inledande projekt
Westwood Studios grundades 1985 av Brett Sperry och Louis Castle som Westwood Associates. Företagets första projekt bestod av kontraktsarbeten åt företag såsom Epyx och Strategic Simulations, Inc. (SSI). Arbetena bestod exempelvis av att porta 8-bitarsspel till 16 bitar för Amiga och Atari ST. Vinsten från kontraktsarbetena lät företaget expandera och börja utveckla egna spel. Företagets första egna titel var Mars Saga, som utvecklades åt Electronic Arts och släpptes 1988. De introducerade realtidsstrategi-genren med spelet BattleTech: The Crescent Hawk's Revenge, en av de mer trogna bearbetningarna av det klassiska wargaming-spelet Battletech. En av företagets första stora succéer var Eye of the Beholder som släpptes 1990 och var ett realtidsrollspel baserat på Dungeons & Dragons som utvecklades åt SSI. Andra tidiga förläggare av Westwoodspel var Infocom och Disney.

### Westwood Studios
1992 bytte företaget namn till Westwood Studios och såldes till Virgin Interactive. Kända spel från denna tid inkluderar Dune II, äventyrsspelet The Legend of Kyrandia och rollspelet Lands of Lore. Westwoods största succé kom dock först 1995 då företaget släppte realtidsstrategispelet Command & Conquer. Spelet byggde på spelsättet och gränssnittet från Dune II, lade till förrenderad 3D-grafik, filmsekvenser med riktiga skådespelare och möjligheter till onlinespel. Command & Conquer, Kyrandia och Lands of Lore fick alla flera uppföljare.
I augusti 1998 köptes Westwood Studios upp av Electronic Arts för 122,5 miljoner dollar och vid den tiden hade Westwood ungefär 5 - 6 % av datorspelsmarknaden. Som svar på övertagandet slutade flera anställda på Westwood under de följande åren och bildade Petroglyph Games.
Vid samma tillfälle köpte EA också upp en utvecklingsstudio i Irvine, Kalifornien. Den styrdes av Westwood och blev känd som Westwood Pacific och senare EA Pacific. Westwood Pacific utvecklade eller assisterade med spel som Nox och Red Alert 2.
Ett av de sista spelen som släpptes av Westwood var Command & Conquer: Renegade, en förstapersonsskjutare med en blandning av FPS och RTS-genrerna. Spelet nådde inte upp till EA:s förväntningar. I mars 2003 stängdes Westwood Studios och EA Pacific ned och all personal som ville blev förflyttade till EA Los Angeles. Då företaget lades ned arbetade mer än hundra personer där. Deras sista spel var MMORPG:et Earth & Beyond som släpptes 2002 och stängdes ner 2004.

## Spel i urval
- (1988) Battletech: The Crescent Hawk's Inception
- (1990) BattleTech: The Crescent Hawk's Revenge
- (1990) DragonStrike
- (1990) Circuit's Edge, baserat på George Alec Effingers roman When Gravity Fails
- (1990) Eye of the Beholder-serien
- (1992) The Legend of Kyrandia-serien
- (1992) Dungeons & Dragons: Warriors of the Eternal Sun
- (1992) Dune II
- (1993) Lands of Lore-serien
- (1993) Young Merlin
- (1994) The Lion King, baserat på filmen Lejonkungen
- (1995) Monopoly
- (1995-2002) Command & Conquer-serien, till och med Command & Conquer: Yuri's Revenge
- (1996) Resident Evil (portning till Windows)
- (1997) Blade Runner, baserat på filmen med samma namn
- (1998) Dune 2000
- (2000) Nox
- (2001) Emperor: Battle for Dune
- (2002) Pirates: The Legend of Black Kat
- (2002) Earth & Beyond, ett onlinespel som stängdes av EA 2004